# Giovanni Francesco Rustici
Giovanni Francesco Rustici (* 1474 in Florenz; † 1554 in Tours) war ein italienischer Bildhauer und Maler.

## Leben
Rustici stammte aus einer wohlhabenden florentinischen Familie und lernte bei Andrea del Verrocchio. Seine Plastiken zeigen neben starken klassischen Einfluss den Leonardo da Vinci und Michelangelo. Sein bestes Werk, die Bronzefigur „Der predigende Johannes der Täufer“, und drei sorgfältig modellierten Figuren bestehend, befindet sich über einem Eingang des Baptisterium San Giovanni in Florenz. 1528 ging er auf Einladung des französischen Königs Franz I. nach Frankreich und starb in Tours. Von seinen französischen Werken blieb keines erhalten.

## Werke

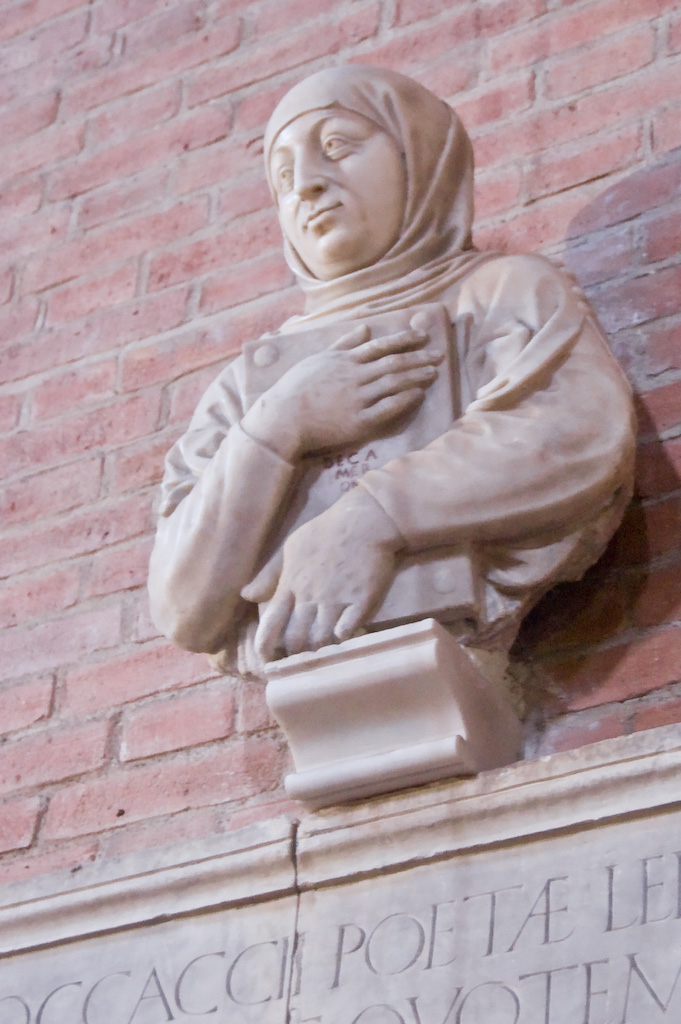
Giovanni Francesco Rustici: Busto di Boccaccio (Chiesa dei Santi Jacopo e Filippo, Certaldo)